# Torashi Shimazu
Torashi Shimazu (島津 虎史 Shimazu Torashi?), född 20 augusti 1978 i Shizuoka prefektur, är en japansk före detta fotbollsspelare.
Shimazu började sin karriär 1997 i KSV Baunatal. Efter KSV Baunatal spelade han för Ventforet Kofu, Tokushima Vortis, JEF United Chiba och Grulla Morioka. Han avslutade karriären 2011.